# Sint-Brigidakapel (Noorbeek)

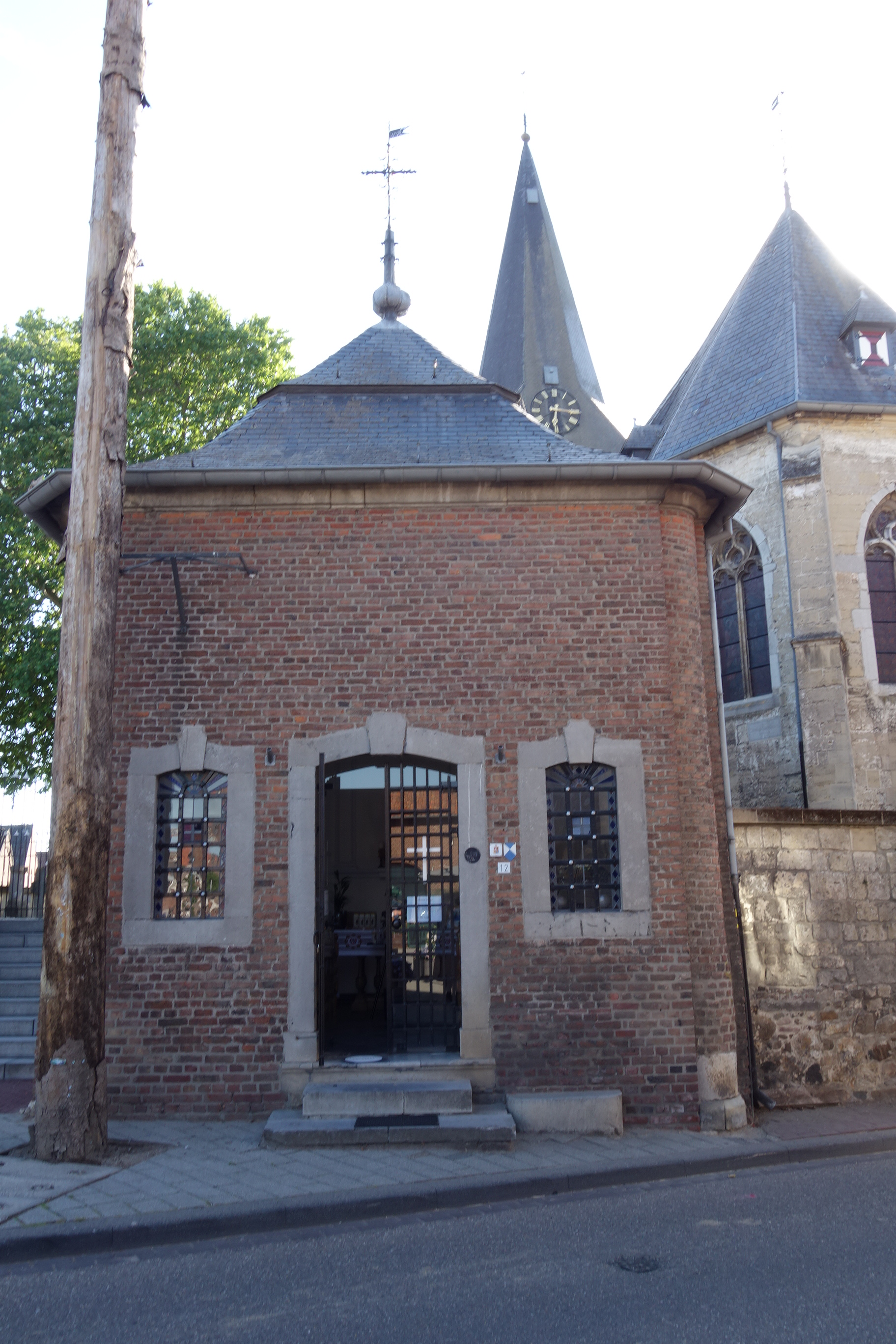
Sint-Brigidakapel

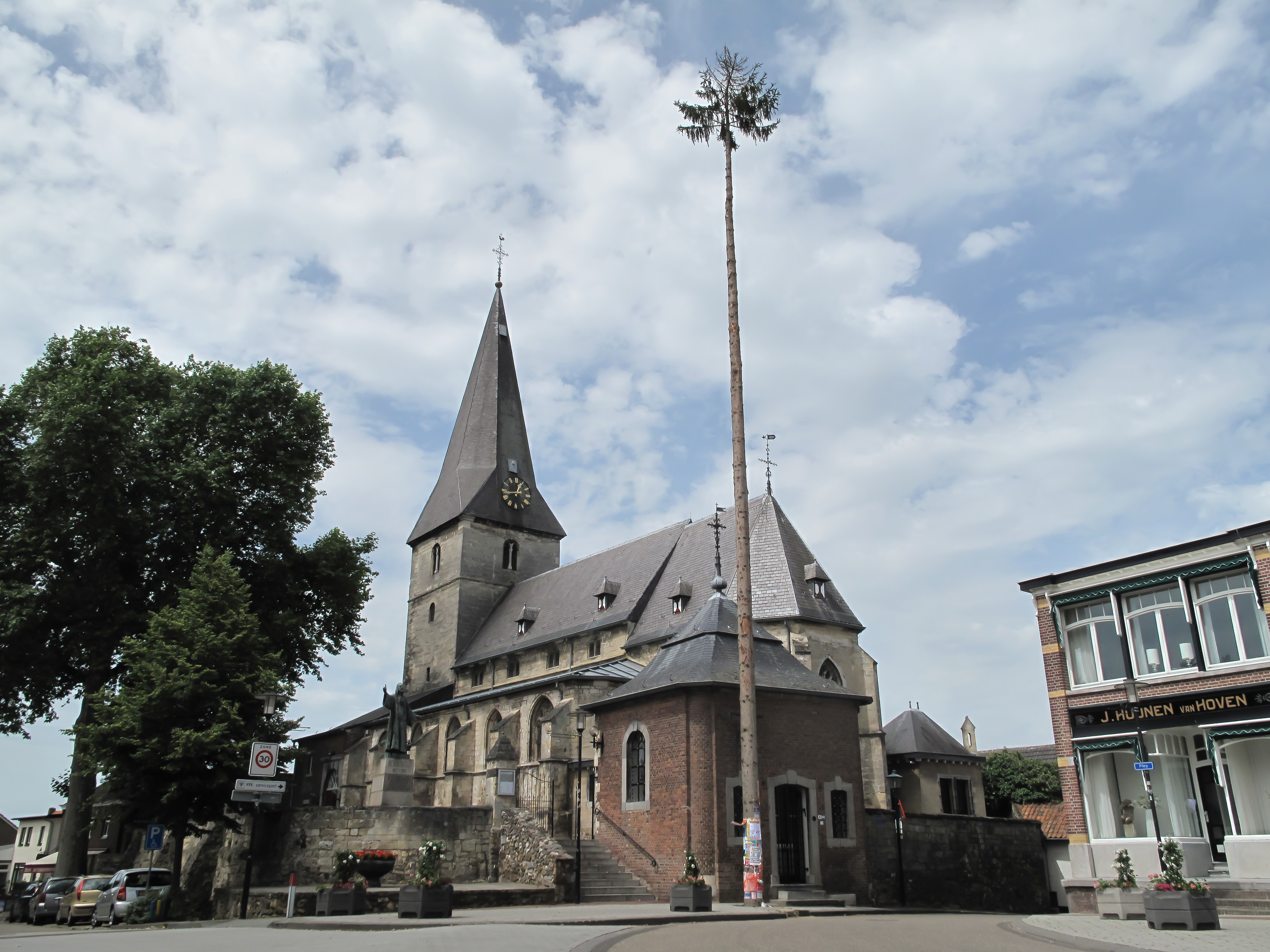
Sint-Brigidakapel met erachter de Sint-Brigidakerk en ervoor de Sint Brigida-den

De Sint-Brigidakapel is een kapel in Noorbeek in de Nederlands Zuid-Limburgse gemeente Eijsden-Margraten. De kapel staat aan het plein Pley in het hart van het dorp met achter de kapel de Sint-Brigidakerk, de begraafplaats en het Heilig Hartbeeld. Voor de kapel wordt jaarlijks op de tweede zaterdag na Pasen door de Jonkheid de Sint Brigida-den geplaatst.
De kapel is gewijd aan Sint-Brigida.

## Geschiedenis
Reeds voor de tegenwoordige kapel stond er op deze plaats een oudere kapel.
In 1772 werd de kapel gebouwd en de gevelsteen geeft dit jaartal weer.
In 1963 werd de kapel gerestaureerd.
Op 21 februari 1967 werd de kapel ingeschreven in het rijksmonumentenregister.
Tot 1975 bevond zich in de kapel een neobarok retabel waarin een gipsen beeld van Sint-Brigida stond. In dat jaar werd het beeld en de retabel verplaatst naar de kerk en kreeg de kapel een houten altaar en een houten Brigidabeeld in moderne stijl gemaakt door Sjef Eijmael.

## Bouwwerk
De bakstenen kapel is opgetrokken in classicistische stijl. De kapel heeft een vierkant plattegrond van zes bij zes meter, afgeronde hoeken en wordt gedekt door een mansardetentdak van leien. In de wanden zijn glas-in-loodramen geplaatst.
Van binnen is de kapel gestuukt en wit van kleur. Op de wanden zijn korinthische pilasters aangebracht en voorzien van Lodewijk XV-decoraties. Tegen de achterwand is een altaar geplaatst met daarboven een beeld van Sint-Brigida. In de kapel is ook een doopvont geplaatst.

## Zie ook

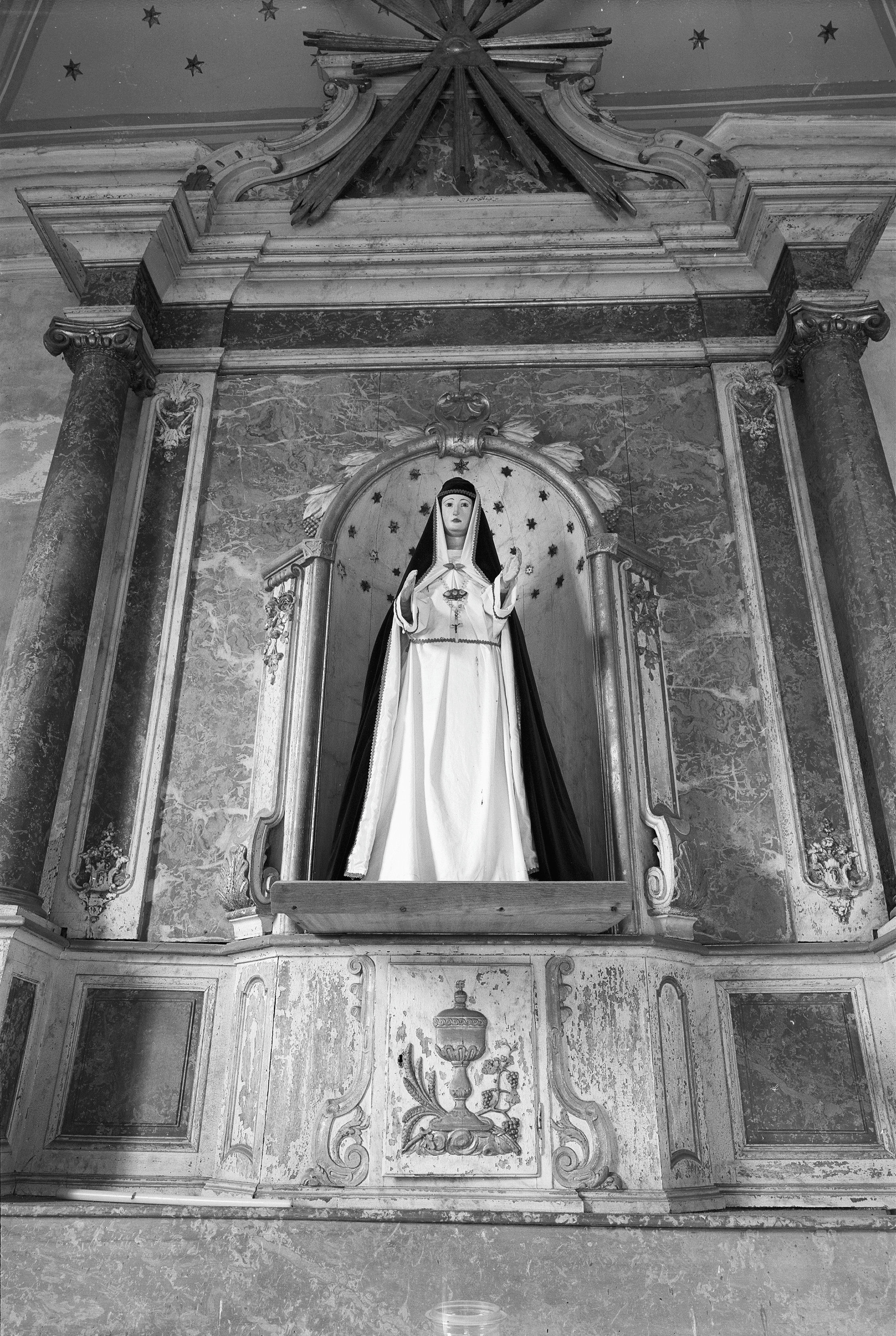
Het retabel met gipsen beeld
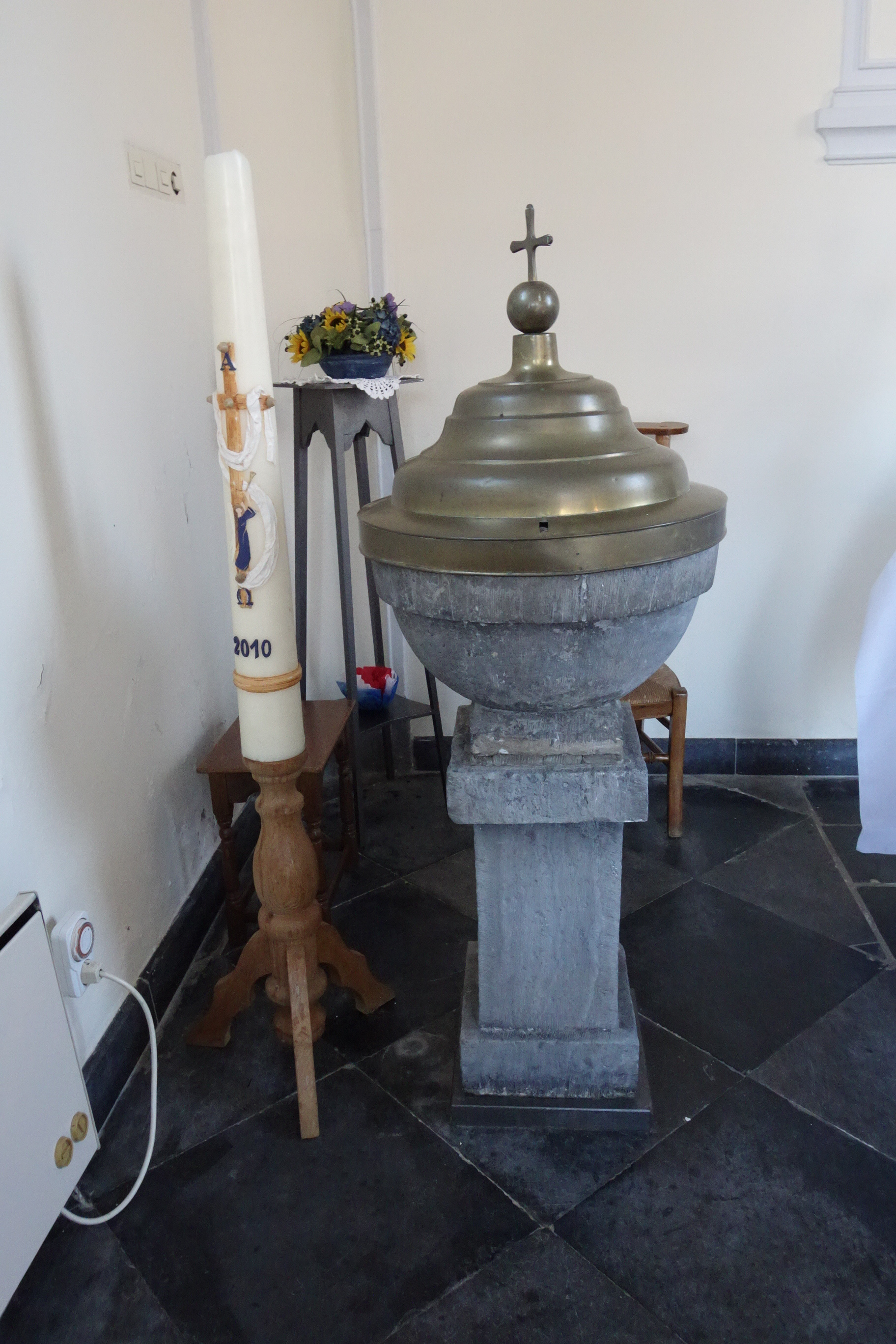
Doopvont
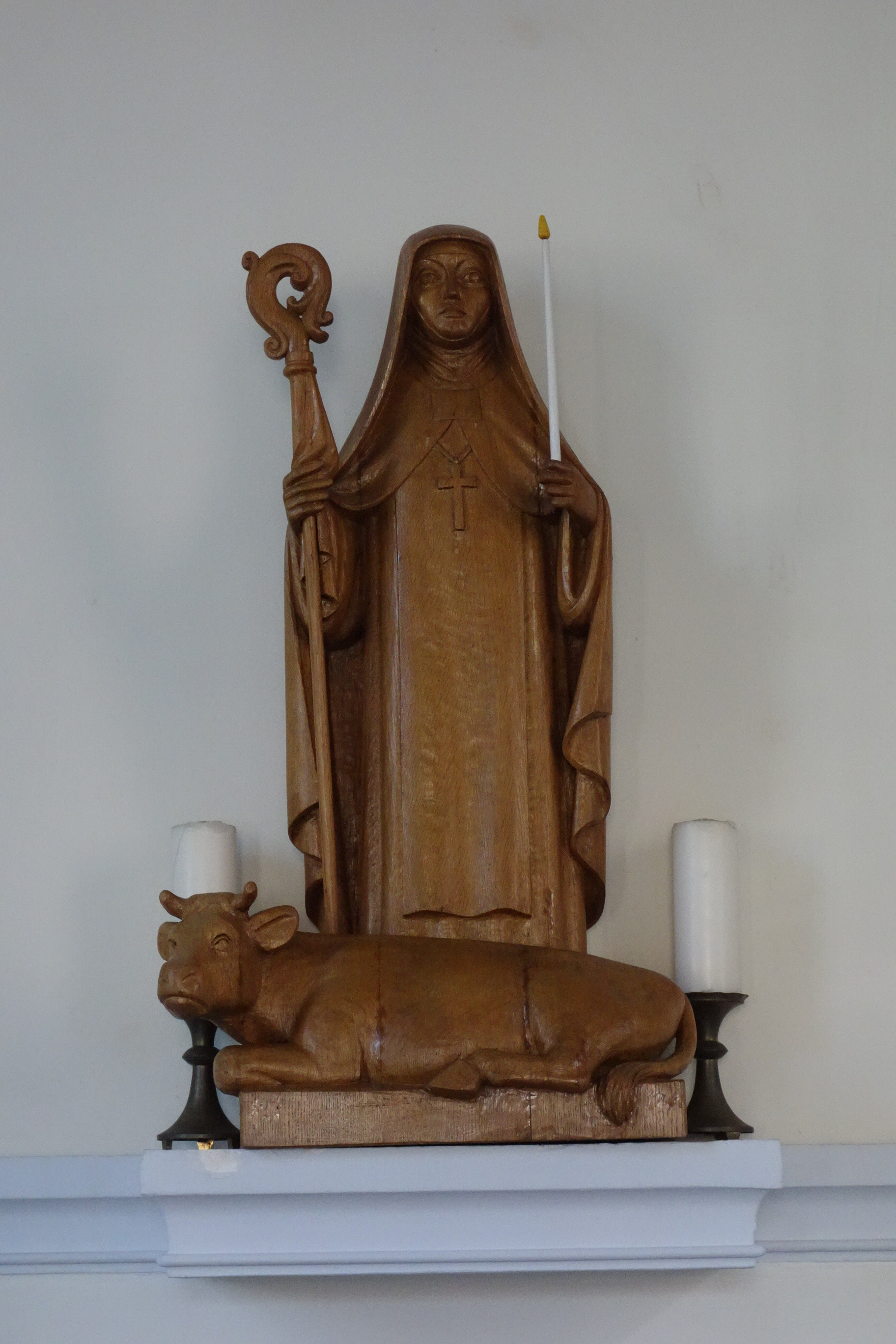
Beeld van Sint-Brigida
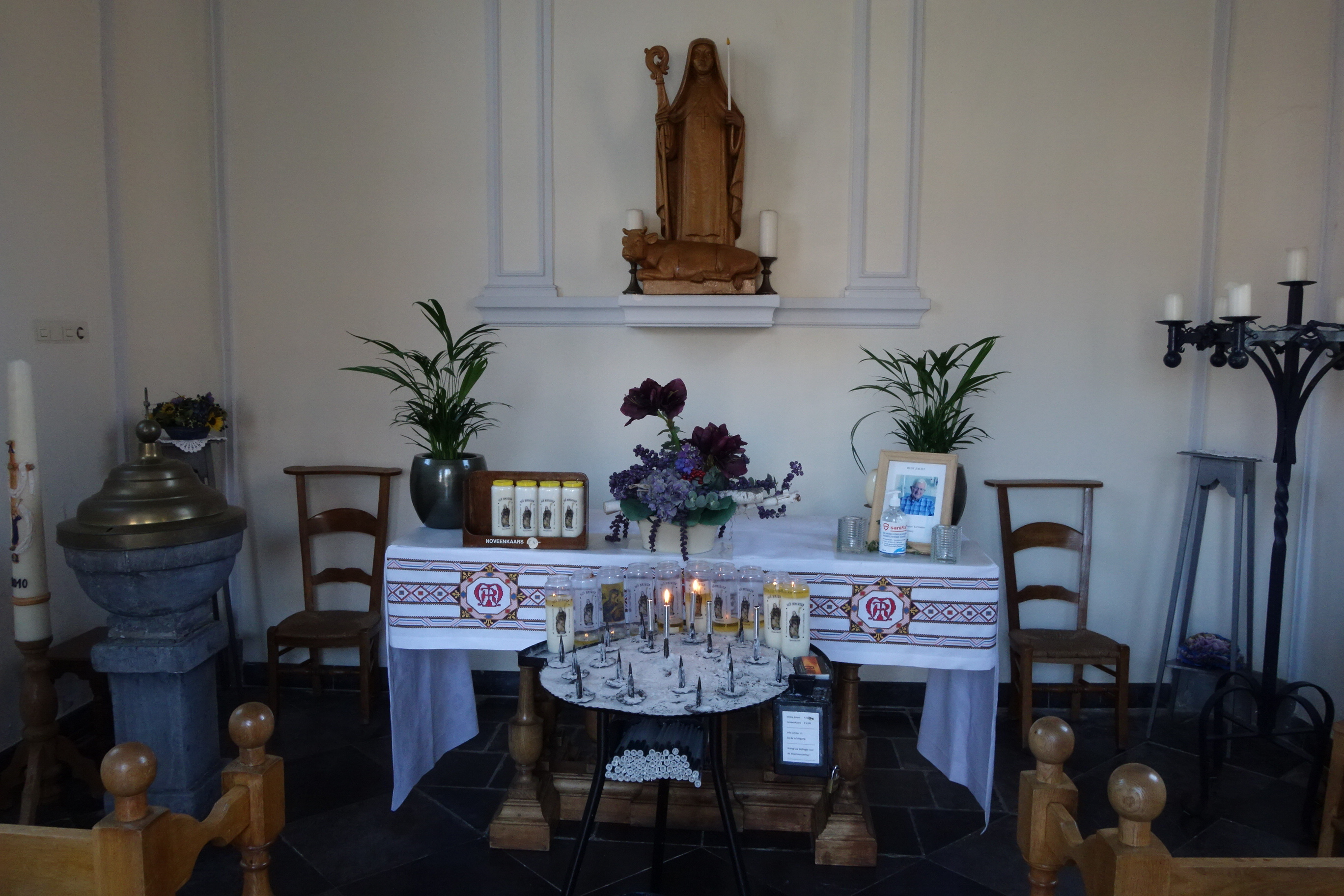
Altaar
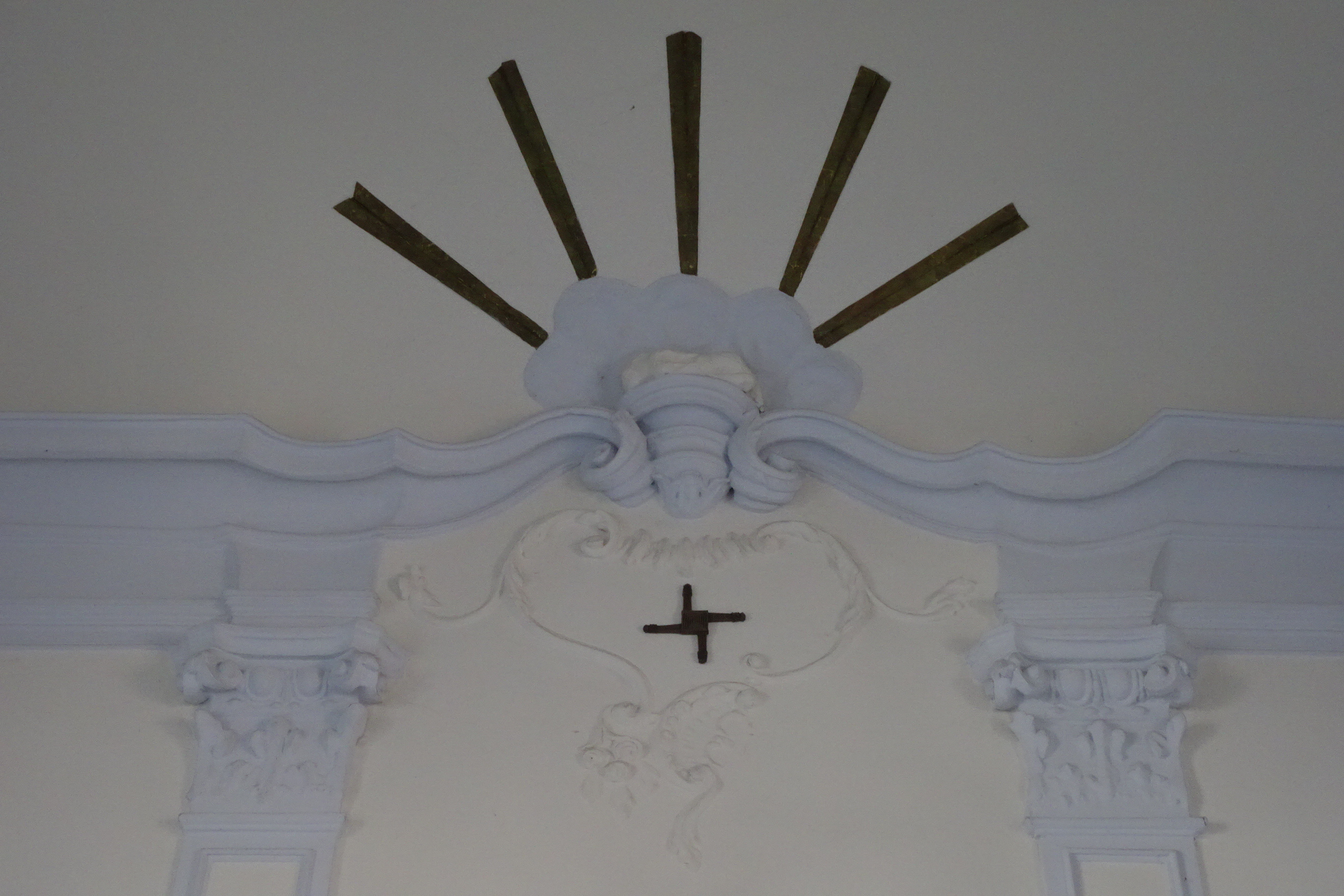
Stucwerk